# Notenbalk
Een notenbalk is een basiselement in standaard muzieknotatie.
De notenbalk bestaat meestal uit een aantal evenwijdige horizontale lijnen op gelijke afstand. Op de lijnen en tussen de lijnen worden noten genoteerd op diatonische afstand.
Het notenschrift – en daarmee de notenbalk – is oorspronkelijk bedoeld voor notatie van zangpartijen.
De notenbalk is ontstaan tegen het jaar 1000. Er werd namelijk steeds meer in kerken gezongen en men zocht een eenduidige muzieknotatie. De vinding wordt toegeschreven aan Guido van Arezzo.
De lijnen van de notenbalk worden van onder naar boven geteld. Links staat een sleutel waarmee wordt aangegeven welke toonhoogte met de lijnen correspondeert. Hoe hoger de plaats op de balk hoe hoger de toon. Blijkt uit de sleutel dat een noot op de eerste, onderste lijn een do of ut is, dan is een noot tussen de eerste en tweede lijn een re, een noot op de tweede lijn een mi, en zo vervolgens.
Tegenwoordig bestaat een notenbalk eigenlijk altijd uit vijf lijnen. Uitbreiding van de vijf lijnen is mogelijk door toevoeging een of meer extra hulplijntjes. Er zijn nog wel veel verschillende sleutels mogelijk. Bovendien kan de hoogte van een enkele noot veranderd worden door voortekens te gebruiken die de toonhoogte van bepaalde lijnen verhogen (kruisteken ♯ ) of verlagen (molteken ♭).
Bij veel instrumenten, zoals de piano, wordt van twee notenbalken tegelijk gespeeld. De onderste balk heeft meestal een bassleutel en de bovenste balk een vioolsleutel. Men kan deze dubbele vijflijnige notenbalk zien als een groter geheel, namelijk de elflijnige notenbalk, waarbij de middelste lijn, de centrale c is weggelaten. Tussen de twee balken is echter meer ruimte dan nodig is voor die ene lijn.
De notenbalk is ontstaan door toevoeging van eerst een, later drie en vier en uiteindelijk vijf lijnen aan het neumenschrift, dat oorspronkelijk geen exacte aanduiding van intervallen of toonhoogte kende.
Alternatieve manieren om muziek te noteren zijn tabulatuur en de klavarskribomethode.